# Afganos en Irán
Afganos en Iran son todos aquellos refugiados e inmigrantes que principalmente huyeron de Afganistán a consecuencia de lo sucesivos conflictos que azotan ese país desde principio de los años ochenta, en particular de la Invasión Soviética, su consiguiente Guerra civil afgana, del  Régimen Talibán y la Invasión de Afganistán de 2001 por parte de EE. UU. y sus aliados, y su consiguiente Guerra de Afganistán (2001-2021). Incluyen un número desconocido de trabajadores migrantes ilegales, así como un número menor de comerciantes,  estudiantes de intercambiados, diplomáticos y turistas. Según el Alto Comisionado de las Naciones Unidas para los Refugiados, a partir de 2016 había 951.142 ciudadanos afganos registrados viviendo en Irán, la mayoría de estos nacieron y se criaron en Irán durante las últimas tres décadas y media.
En 2015, el  Ministerio del Interior de Irán informó que el número total de afganos en Irán podría alcanzar los 4,5 millones, lo que incluye a los que están registrados por la  ACNUR como refugiados, los que tienen visa y aquellos que ingresaron ilegalmente al país. Los afganos en Irán están bajo el cuidado y la protección de la ACNUR, y se les proporciona un estatus legal por tiempo limitado sin una ruta para obtener residencia permanente por la Oficina de Asuntos de Extranjeros e Inmigrantes Extranjeros de Irán.
Muchos enfrentan deportaciones forzosas cada año, Por ejemplo, en 2006 fueron deportados cerca de 146.387 afganos indocumentados. En 2010, seis prisioneros afganos fueron  ejecutados en la horca en las calles de Irán, lo que provocó manifestaciones furiosas en Afganistán. En 2010, se informó que aproximadamente 140.000 a 150.000 afganos estaban en cárceles iraníes por delitos graves.
Solo en junio de 2025, más de 256.000 afganos abandonaron Irán, lo que marca un aumento en los retornos a Afganistán desde que Teherán estableció una fecha límite estricta para las repatriaciones, según la agencia de migración de la ONU. Numerosos informes en los medios de comunicación iraníes indican que incluso afganos con visados y documentación válidos han sido deportados por la fuerza.
Más de 1,2 millones de refugiados fueron deportados en 2025. Según fuentes, está previsto que 4 millones de afganos sean expulsados.

## Permanencia
Los inmigrantes legales tienen derecho a residir en Irán bajo dos categorías: titulares de tarjetas de permiso de residencia temporal y titulares de pasaportes. Los refugiados registrados tienen una llamada "Tarjeta Amiesh" que se renuevan anualmente. 
Los inmigrantes solo tienen derecho a viajar en una provincia cuya tarjeta ha sido emitida allí, y para viajar fuera de la provincia deben recibir pases de viaje interprovinciales, por 150,000 rial iraní cada instancia.
Los costos pueden sumar hasta US$ 42 anuales para una familia de cinco. Los salarios mensuales de los afganos en Irán podrían ser tan bajos como menos de $ 100 por mes, o incluso trepar hasta los $ 400 por mes.
La nueva ley de residencia iraní, aprobada en julio de 2019, brinda a los migrantes, especialmente a los de Afganistán, una nueva oportunidad de obtener la residencia de Irán. De acuerdo con esta ley, cada inversor obtendrá una residencia iraní de cinco años si invierte un mínimo de € 250.000. Además, en condiciones especiales, como tener cónyuges e hijos iraníes o proporcionar trabajo o servicios públicos valiosos. los ciudadanos extranjeros pueden disfrutar de condiciones facilitadas para obtener la residencia iraní.

### Zonas prohibidas

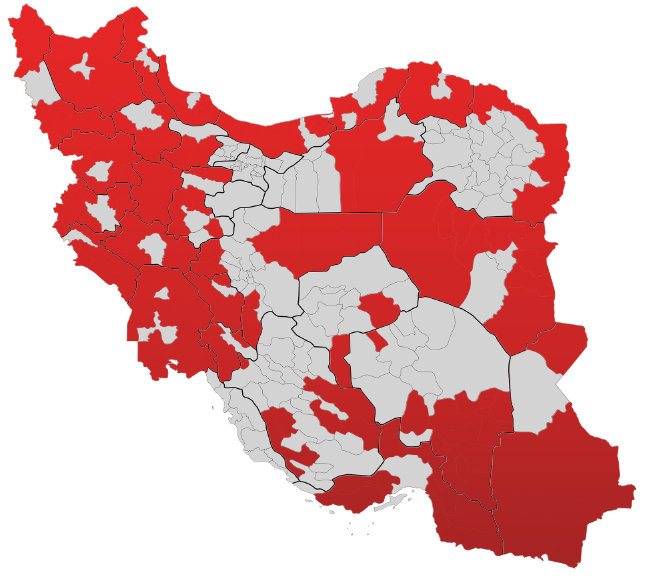
Las áreas rojas son áreas donde los ciudadanos afganos no tienen derecho a residir.

Para los ciudadanos afganos en 15 provincias está completamente prohibido, y parcialmente prohibido en las otras 12 provincias. El gobierno iraní decidió restringir la presencia de ciudadanos afganos en las provincias mediante órdenes ejecutivas provinciales.
| Provincia                | Zonas prohibidas |
| ------------------------ | --- |
| Azerbaiyán Oriental      | La residencia de ciudadanos afganos a nivel provincial (excepto ciudad Tabriz) está prohibida. |
| Azerbaiyán Occidental    | La residencia de ciudadanos afganos a nivel provincial (excepto ciudad Urmia) está prohibida. |
| Ardebil                  | La residencia de ciudadanos afganos a nivel provincial (excepto la ciudad Ardebil) está prohibida. |
| Isfahán                  | La residencia de ciudadanos afganos está prohibida en los condados de Natanz, Fryden, Fereydoun, Semirom, Chadgan, Khansar, Dehagan, Nain, Golpayegan, Khorobiabank, Ardestan y Abu Zaid distrito de Aran va Bidgol. Pero su residencia está permitida en Isfahán. |
| Elburz                   | Los residentes de ciudadanos no iraníes están permitidos en toda la provincia. |
| Ilam                     | La residencia de ciudadanos afganos en la provincia (excepto la ciudad Ilam) está prohibida. |
| Bushehr                  | La residencia de ciudadanos afganos en los condados de Deylam y Genavh está prohibida. |
| Teherán                  | los residentes de ciudadanos no iraníes en toda la provincia están permitidos (excepto el área del parque nacional Khojir y Khojir y en Distrito 13 de Teherán para ciudadanos afganos).                                                                           |

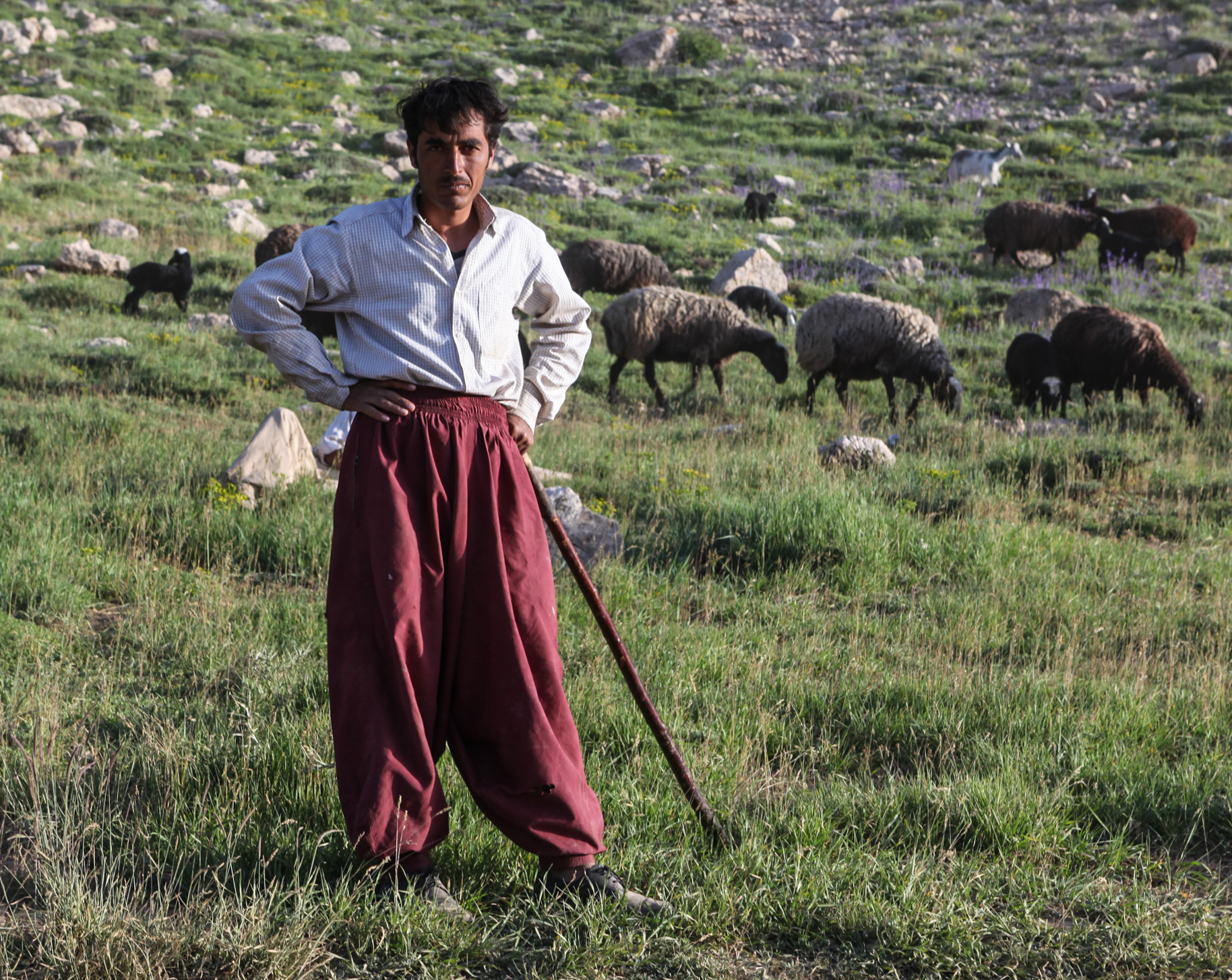
Pastor afgano. Los afganos en Irán a menudo trabajan en empleos mal remunerados

| Chahar Mahal y Bajtiarí  | La residencia de ciudadanos afganos en la provincia (excepto la ciudad Shahr-Kord) está prohibida. |
| Jorasán del Sur          | La residencia de ciudadanos afganos está permitida en las ciudades de Khusf y Birjand. |
| Jorasán Razaví           | La residencia de ciudadanos afganos en los condados de Torbat-e Jam, Quchan, Taybad, Khaf, Sarakhs, Kalat Naderi y Dargaz está prohibida. |
| Jorasán del Norte        | La residencia de ciudadanos afganos a nivel provincial (que no sea la ciudades de Bojnord) está prohibida. |
| Juzestán                 | La residencia de ciudadanos afganos a nivel provincial (excepto Ahvaz y Gotvand) está prohibida. |
| Zanyán                   | La residencia de ciudadanos afganos a nivel provincial (que no sea Zanjan) está prohibida. |
| Semnán                   | La residencia de ciudadanos afganos en la ciudad de Shahrud y Damghan está prohibida. |
| Sistán y Baluchistán     | Se prohíbe la residencia de ciudadanos afganos en toda la provincia (excepto la ciudad de Zahedan). |
| Fars                     | La residencia de ciudadanos afganos en los condados de Firuzabad, Farashband, Darab, Arsanjan, Fasa, Mohr, Rostam, Khonj y Nayriz está prohibido. |
| Qazvín                   | La residencia de ciudadanos afganos en toda la provincia (que no sea Qazvin) está prohibida. |
| Qom                      | Los residentes y ciudadanos no iraníes están permitidos en toda la provincia. |
| Kurdistán                | La residencia de ciudadanos afganos a nivel provincial (que no sea Sanandaj) está prohibida. |
| Kermán                   | La residencia de ciudadanos afganos está prohibida en los condados de Anbarabad, Baft, Manujan, Qaleh Ganj, Bam, Fahraj, Rudbar-e Jonubi, Faryab, Narmashir, Kahnuj, Jiroft, Anar y Rigan.                                                                         |
| Kermanshah               | Se prohíbe la residencia de ciudadanos afganos a nivel provincial (que no sea Kermanshah). |
| Kohkiluyeh y Buyer Ahmad | La residencia de ciudadanos afganos a nivel provincial (excepto Yasuj) está prohibida. |
| Golestán                 | Se prohíbe la residencia de ciudadanos afganos en toda la provincia (excepto las ciudades de Gorgan y Gonabad). |
| Guilán                   | Se prohíbe la residencia de ciudadanos afganos a nivel provincial (excepto la ciudad de Rasht). |
| Lorestán                 | La residencia de ciudadanos afganos a nivel provincial (que no sea la ciudad de Khorramabad) está prohibida. |
| Mazandarán               | La residencia de ciudadanos afganos a nivel provincial (que no sea la ciudad de Sari) está prohibida. |
| Markazí                  | La residencia de ciudadanos afganos está prohibida en los condados de Ashtian, Tafresh, Farahan, Farahan, Khomeyn, Shazand, Mahallat, Zarandieh, Komijan y Khondab.                                                                                                |
| Hormozgán                | La residencia de ciudadanos afganos en toda la provincia (excepto la ciudad de Bandar Abbas) |
| Hamadán                  | Alojamiento de ciudadanos afganos a nivel provincial (excepto la ciudad de Hamadan) está prohibida. |
| Yazd                     | La residencia de ciudadanos afganos está estrictamente prohibida en los condados de Khatam y Bafq. |

## Empleo
Según las estadísticas oficiales publicadas en Irán, los trabajadores afganos, con una población de dos millones, tienen alrededor del 10% del mercado laboral en Irán. La presencia de trabajadores afganos en Irán ha provocado muchas protestas de trabajadores iraníes. El Gobierno de la República Islámica del Irán, impuso una serie de restricciones, incluida la prohibición de la contratación de trabajadores extranjeros en organizaciones gubernamentales y no gubernamentales, y pidió a todas las agencias gubernamentales, no estatales, empresas y contratistas proporcionar la mano de obra necesaria a la fuerza laboral iraní, con numerosas sanciones, incluido el encarcelamiento y una multa para los empleadores infractores. Sin embargo, muchos empleadores, especialmente los privados, prefieren utilizar trabajadores afganos debido a sus bajas expectativas salariales, la falta de requisitos de seguro y su alta productividad. Los expertos creen que la causa del problema del desempleo no es la presencia de ciudadanos extranjeros, ya que la mayoría de los extranjeros se dedican a trabajos simples, mientras que la tasa de desempleo es alta entre los estudiantes y profesionales de posgrado.

### Ley de Empleo
Según la Ley laboral iraní, los ciudadanos extranjeros que tienen permiso de trabajo y permiso de residencia solo pueden trabajar en trabajos autorizados según lo decida el Ministerio de Trabajo y Asuntos Sociales. Los permisos de trabajo otorgados a ciudadanos extranjeros generalmente son válidos por un año solamente y requieren renovaciones anuales.

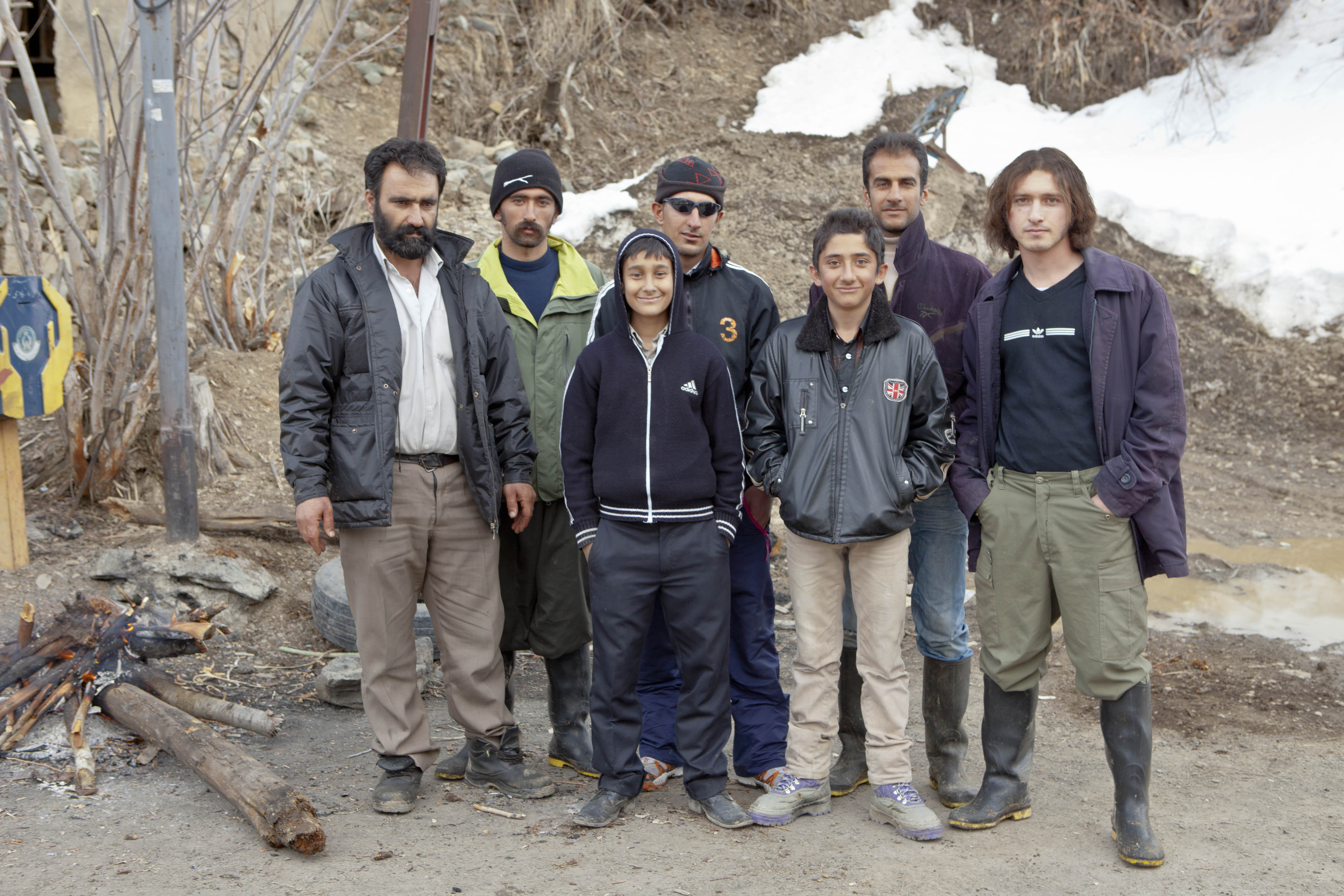
Trabajadores afganos en Dizin, Irán

Los empleadores que emplean a ciudadanos extranjeros sin permisos de trabajo válidos pueden enfrentar encarcelamiento de 90 a 180 días por cada día de trabajo y multas que equivalen a cinco veces el salario diario de un trabajador por día. Esta multa puede ser de aproximadamente 1.540.000  rial por día (aproximadamente $45 / día) en 2017. La multa se duplica para los infractores reincidentes.
Los permisos de trabajo en Irán se otorgan a estas categorías:
1. Ciudadanos extranjeros que han estado presentes en Irán durante 10 años,
2. Extranjeros que tienen esposo iraní,
3. Inmigrantes de países extranjeros, refugiados, siempre que tengan un
  1. tarjeta de inmigración o asilo válida, y
  2. consentimiento por escrito de los ministerios de estado y asuntos exteriores

### Ocupaciones
Según el Código de Trabajo de Irán, a los refugiados afganos solo se les permite trabajar en los siguientes trabajos, excepto en ciertas circunstancias donde no hay iraníes dispuestos a aceptar el trabajo. 
| Albañilería y Yesería | Trabajos de construcción | Trabajo agrícola | Otras ocupaciones | Otras ocupaciones (solo en Provincia de Teherán) |
| 1. Yeso y Cal u ocupaciones relacionadas - Fabricación y procesamiento de yeso - Fabricación y procesamiento de cal - Vaciado de horno y horno. 2. Fabricación de ladrillos ocupaciones relacionadas - Llenado de hornos y hornos - Cerámica - Moldura de ladrillo - Mantenedor de horno y quemador de horno - Ladrillos | 1. Trabajos de construcción - Cavador de posos - Excavador - Trabajador en Hormigón asfáltico - Hormigoneros - Construction material packer - Obrero de la construcción 2. Fabricación de Bloque de hormigón y Mosaicos - Fabricante de Concreto - Fabricante de Bloque de hormigón - Trabajador en cimentación - Fabricante de Escaleras - Operador de máquina Mosaicos - Fabricante de Mosaicos 3. Cantería y Albañilería - Oficio y arte de labrar la piedra - Operador de máquina de canteras - Operador de Trituradora - Escultor - Pulidor de arte en piedra - Trituración de piedra - Cortador de Baldosas 4. Trabajador en Construcción vial y Minería - Trabajador de la construcción de Puentes - Mantenedor y reparador de Túneles - Minero | 1. Agricultura - Trabajador agrícola - Trabajador agrícola - Pulverizador de pesticidas - Recolector de forraje - Trabajador agrícola 2. Trabajos avícolas y ganaderos - Ganadería - Trabajador de Avícolas - Pastor 3. Mataderos - Mataderos de Ganado y Aves - Despellejado de animales - Limpiador de estómagos e intestinoa - Recolector de residuos de matadero 4. Artesanía en piel - Aplicador de cal - Artesano en Cuero - Lavador de pieles (operario en Curtiembres) - Trabajador químico - Procesador de piel animal Peletería | 1. Basurero 2. Trabajador de reciclaje químico 3. Trabajador de carga y descarga 4. Trabajador en hornos de Fundición 5. Trabajador en fábrica de henna 6. Producción de Compost 7. Producción de Adhesivos 8. Producción de Fertilizantes 9. Productor de alimentos para ganado y aves de corral 10. Trabajador de limpieza y drenaje de aguas residuales. 11. Soldador 12. Zapato 13. Sastre 14. Tejedor 15. Trabajador comercial | 1. Demoledor de edificios 2. Trabajador de transporte mineral 3. Trabajados con grava y arena 4. Trabajador para establos y cría de caballos. 5. Cría de animales 6. Limpiador de Granja avícola 7. Aplicador químico de cuero 8. Sepulturero 9. Trabajador de tuberías en Aguas residuales 10. Reciclaje 11. Minero de carbón 12. Transporte y armado de andamios 13. Trabajador del molino y gestión de residuos 14. Aplicador de Resina 15. Trabajador para el transporte de chatarra metálica y plástica. 16. Basura y reciclador 17. Trabajador y creación en Cristal 18. Trabajador prensa (Metal - Plástico) 19. Trabajador en instalaciones 20. Jardineros 21. Mecánico 22. Producción de batería de automóvil 23. Trabajador en Acero corrugado |

## Historia política y migración

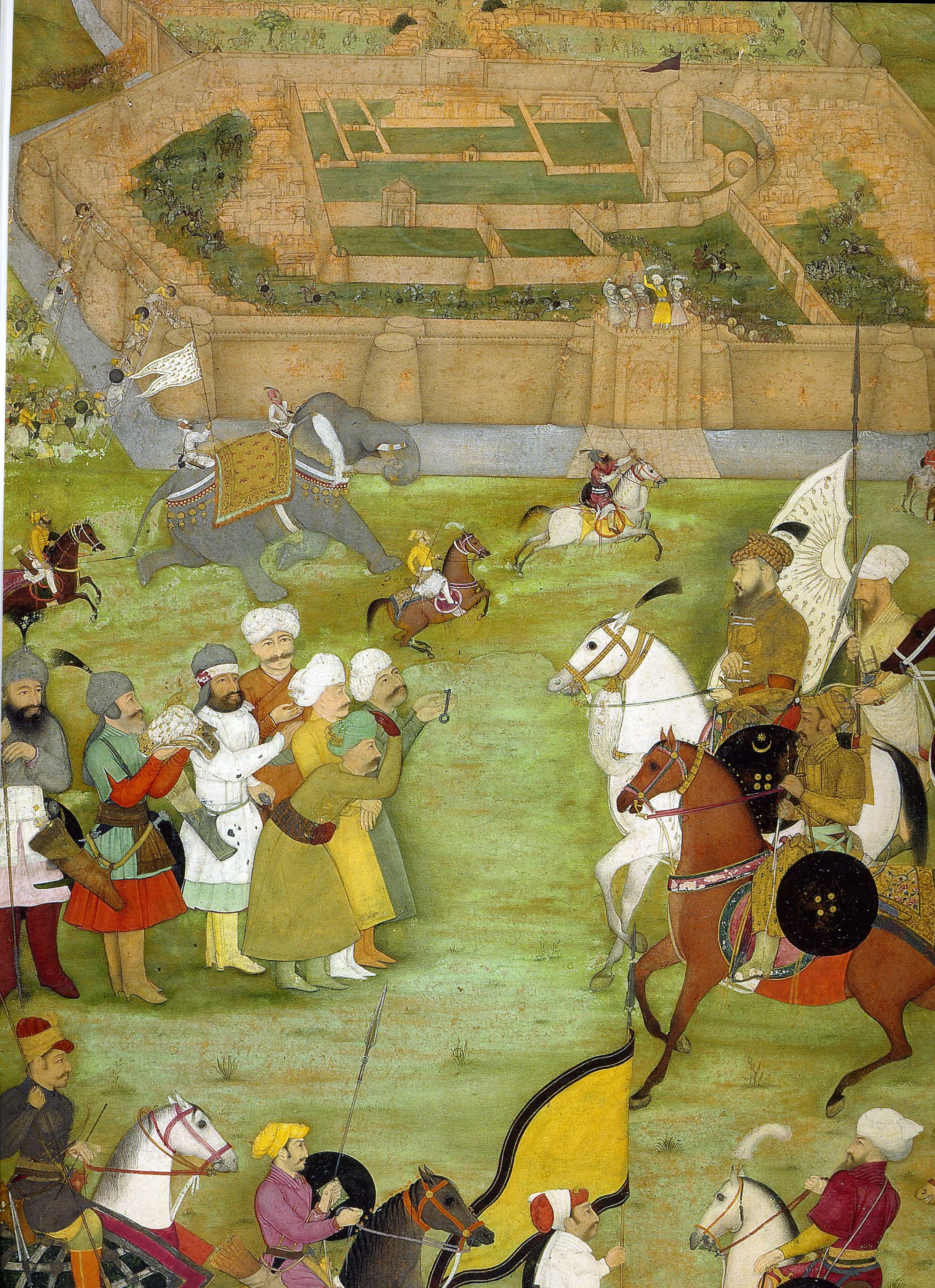
Una miniatura de Padshahnama que representa la rendición de la guarnición persa de Safavid de Kandahar en 1638 a los mogoles, que fue retomada por los persas en 1650 durante la guerra de Mughal-Safavid.

Como países vecinos con lazos culturales, ha habido una larga historia de movimientos de población entre Irán y Afganistán. El sur de Afganistán fue disputado entre los persas de la dinastía Safavid y los mogoles de India hasta 1709 cuando Mirwais Kan Hotak, fundador de la Dinastía Hotaki, lo declaró independiente. Durante el reinado de Nader Shah, el hermano de Ahmad Shah Durrani fue nombrado gobernador de la provincia de Mazandarán. Unos años después de la muerte de Nader Shah, Durrani y su ejército afgano convirtieron en nieto a Nader Shahroj Mirza Afshar, gobernante del pequeño territorio Afshar restante que comprende las Jorasán y Kuhistán provincias de Irán, su vasallo por algunos años. La región siguió siendo un territorio vasallo del  Imperio afgano hasta la muerte de Durrani. A principios del siglo XIX, el ejército persa invadió Herat varias veces, pero con ayuda británica los afganos los expulsaron rápidamente. Se formaron comunidades de aproximadamente 2.000 y 5.000 hogares de etnias  hazaras en la ciudad de Torbat-e Jam y Bakharz en el este de Irán. El 1857 Tratado de París de (1857) puso fin a las hostilidades de la Guerra anglo-persa. La moderna frontera afgano-iraní comenzó a tomar forma gradualmente en la segunda mitad del siglo XIX.
Los trabajadores migrantes afganos, los peregrinos y los comerciantes, que se establecieron en Irán a lo largo de los años, a principios del siglo XX, se habían vuelto lo suficientemente grandes como para ser clasificados oficialmente como su propio grupo étnico, conocido como Khavari o Barbari. Los jóvenes hazaras han aceptado el trabajo migrante en Irán y otros Golfo Pérsico para ahorrar dinero para el matrimonio y volverse independientes; dicho trabajo incluso se ha visto como un "rito de iniciación". Dicha migración se intensificó a principios de la década de 1970 debido a la hambruna, y en 1978, se estimaba que había varios cientos de miles de trabajadores migrantes afganos en Irán.
La Invasión Soviética, que estalló en 1979, fue el comienzo de una serie de grandes oleadas de huidas de refugiados desde Afganistán. Los que llegaron a Irán a menudo aumentaron las filas de los trabajadores migrantes que ya estaban allí. La nueva República Islámica tuvo lugar aproximadamente al mismo tiempo que la afluencia de masas de inmigrantes afganos a otros países, huyendo de las plagas de problemas en su propio país. Irán comenzó a reconocer a los afganos que figuran como trabajadores migrantes o refugiados como legales. Les emitieron "tarjetas azules" para denotar su estado, dándoles derecho a educación primaria y secundaria gratuita, así como a asistencia médica y alimentos subsidiados. Sin embargo, el gobierno mantuvo algunas restricciones en su empleo, es decir, prohibirles ser dueños de sus propios negocios o trabajar como vendedores ambulantes.
La mayor parte de la atención académica temprana sobre estos nuevos inmigrantes se centró en étnicamente pastúnes refugiados afganos en Pakistán. Los estudios sobre los afganos en Irán llegaron más tarde debido a la situación política durante la guerra entre Irán e Irak. By 1992, a report by the Alto Comisionado de las Naciones Unidas para los Refugiados estimó que había alrededor de 2,8 millones de afganos en Irán. Solo el 10% fueron alojados en campos de refugiados, más asentados en o cerca de áreas urbanas. Por sus esfuerzos en la vivienda y la educación de estos refugiados e ilegales, el gobierno iraní recibió poca ayuda financiera de la comunidad internacional. Con la caída del gobierno Mohammad Najibullah de Afganistán en 1992, Irán comenzó los esfuerzos para alentar a los refugiados a repatriación. Durante estos años, hubo muchos informes de casos de afganos hostigados por agentes de la ley iraníes. A los residentes legales se les confiscaron e intercambiaron sus tarjetas de identidad con permisos de residencia temporal de un mes de vigencia, al vencimiento de los cuales se esperaba que abandonaran Irán y se repatriaran.

### SigloXXI
Entre 2002 y 2016, más de 5 millones de refugiados afganos fueron repatriados a través del ACNUR tanto de Pakistán como de Irán. Esto se hizo anualmente. Por ejemplo, en 2011, más de 60,000 refugiados afganos que viven en Irán regresaron voluntariamente a Afganistán.
En 2012, alrededor de 173,000 afganos fueron deportados a la fuerza por Irán. Más de 103.086 más fueron deportados en 2013. Muchos de los deportados se quejaron de tortura y otros abusos por parte de la policía iraní. Según el ACNUR, a partir de 2016 hay 951.142 ciudadanos afganos registrados que viven en Irán. La mayoría de estos nacieron y se criaron en Irán durante las últimas tres décadas y media. El gobierno de Irán estimó en 2015 que 2,5 millones de afganos viven en Irán, lo que incluye a los registrados e ilegales, así como a aquellos que ingresaron al país con pasaporte afgano y visas iraníes.

## Vida social y otro problemas

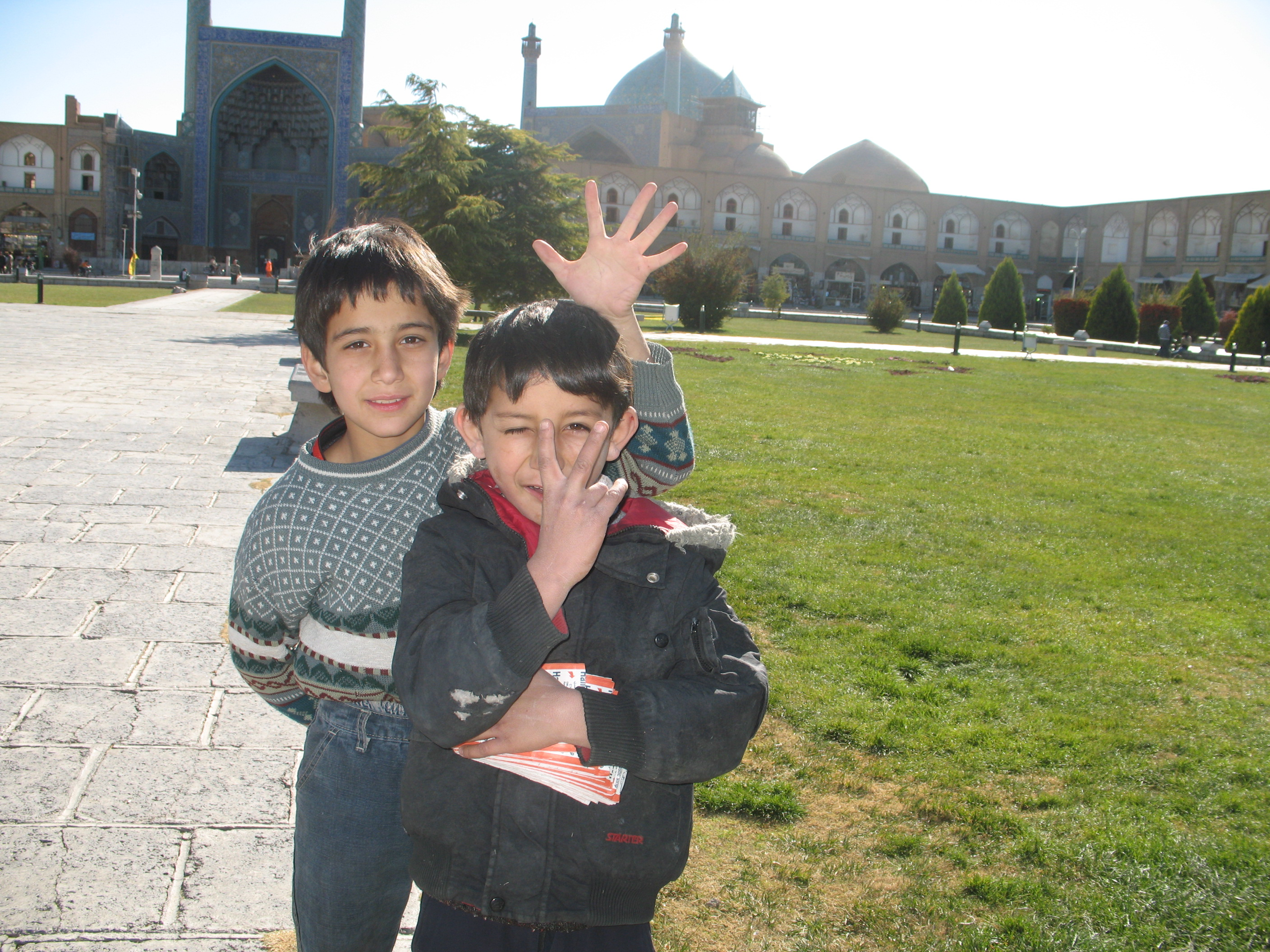
Niños afganos en Isfahán, Irán.

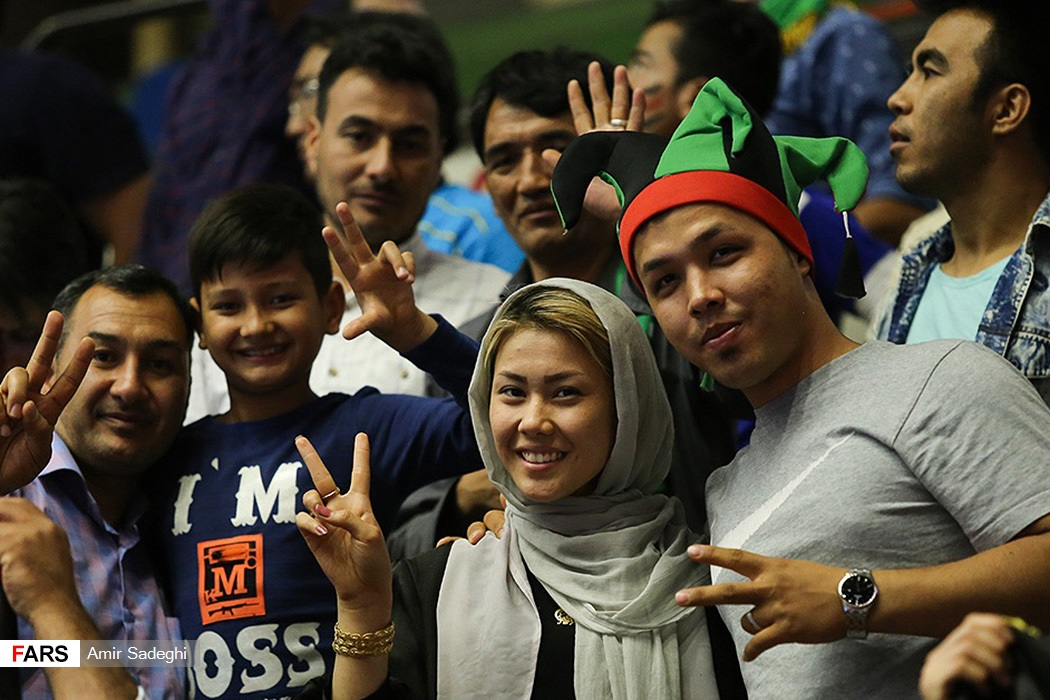
Campeonato de Fútbol Sala, Complejo Pursharifi Sport, Tabriz, Irán en junio de 2019

Los refugiados afganos han venido a Irán desde la década de 1980, incluidos niños y adolescentes. Muchos nacieron en Irán en los últimos 30 años, pero no pudieron obtener la ciudadanía debido a las leyes de inmigración iraníes. Los refugiados incluyen hazaras, tayikos, Qizilbash, pastúnes y otros grupos étnicos en Afganistán Un documento del ACNUR afirma que casi la mitad de los refugiados documentados son Hazara, un grupo principalmente chiita.
En Afganistán, algunas personas sienten que el uso de anticonceptivos violan los principios de su religión, sin embargo, en Irán, las actitudes son muy diferentes, debido a la promoción extensa de planificación familiar del país. Los afganos en Irán se han acercado a los principales valores iraníes a este respecto, La influencia iraní incluso ha vuelto a filtrarse en Afganistán. Un estudio en Khorasan descubrió que si bien las tasas generales de fertilidad para las mujeres migrantes afganas son algo más altas que las de las mujeres iraníes allí (3.9 frente a 3.6), la similitud oculta diferencias significativas en la fertilidad relacionadas con la edad, y las mujeres migrantes afganas mayores tienen un nivel mucho más alto número de niños que las mujeres urbanas iraníes mayores, mientras que el número de niños de las mujeres migrantes afganas más jóvenes parece estar acercándose a la norma urbana iraní mucho más baja. El uso de anticonceptivos entre el mismo grupo de estudio fue del 55%, mayor que para las mujeres iraníes locales.
En términos más generales, los mismos hombres conservadores que resistieron los intentos agresivos de los gobiernos comunistas en Afganistán de expandir la educación de las mujeres y su papel en la economía ahora se enfrentan a los mismos cambios de los que esperaban proteger a sus familias. Este cambio en los roles familiares y de género fue inducido por la experiencia de vivir como refugiados en una sociedad mayoritariamente musulmana.
Algunos hombres afganos se casaron con mujeres iraníes durante su residencia en Irán; sin embargo, según la ley de nacionalidad iraní, los hijos de tales matrimonios no son reconocidos como ciudadanos iraníes, y también es más difícil para los hombres obtener la ciudadanía iraní que para las mujeres afganas casadas con hombres iraníes.
Aunque las autoridades iraníes han hecho esfuerzos para educar a los niños afganos, Human Rights Watch informa que muchos niños afganos indocumentados enfrentan obstáculos burocráticos que impiden que sus hijos asistan a la escuela, en violación del derecho internacional. La ley iraní limita a los afganos que tienen permiso como refugiados para trabajar a un número limitado de trabajos de trabajo manual peligrosos y mal pagados, independientemente de su educación y habilidades.
El gobierno iraní tampoco ha tomado las medidas necesarias para proteger a su población afgana de la violencia física relacionada con el creciente sentimiento anti-extranjero en Irán, ni responsabilizar a los responsables.
De acuerdo con el Artículo 5 del Código Civil de Irán, los ciudadanos extranjeros pueden disfrutar de los derechos con respecto a la posesión de bienes muebles, excepto en los casos en que el gobierno no los haya prohibido, pero de acuerdo con el Artículo 1 de las Reglas de Procedimiento, la propiedad de Esta categoría de propiedad solo está disponible para personas que tienen derecho a la residencia permanente en Irán. Para los extranjeros, hay límites a la propiedad. Por ejemplo, no tienen derecho a poseer tierras ni a propiedades residenciales, incluido el permiso oficial del gobierno iraní. Según esta ley, debido a que muchos ciudadanos afganos en Irán tienen residencia temporal (tarjeta + pasaporte), no tienen derecho a poseer bienes inmuebles.

### Etnia y religión
Según una declaración del subdirector de la Dirección General de Asuntos Exteriores en 2017, el 70% de los ciudadanos extranjeros que viven en Irán son  musulmanes chiíes y el resto son musulmanes sunitas. Hazara, Tajikos, Pastúnes, y Uzbeko son los principales grupos étnicos.

### Composición por género
Basado en el iraní censo de 2016, 845,267 (53%) de la población nacional afgana en Irán eran hombres y 738,712 (47%) mujeres.
| Provincia               | Población por género | Población por género | Provincia            | Población por género | Población por género | Provincia                | Población por género | Población por género |
| Provincia               | Hombre               | Mujer                | Provincia            | Hombre               | Mujer                | Provincia                | Hombre               | Mujer                |
| ----------------------- | -------------------- | -------------------- | -------------------- | -------------------- | -------------------- | ------------------------ | -------------------- | -------------------- |
| Azerbaiyán Oriental     | 76                   | 63                   | Jorasán del Norte    | 55                   | 38                   | Kohkiluyeh y Buyer Ahmad | 896                  | 607                  |
| Azerbaiyán Occidental   | 52                   | 55                   | Juzestán             | 3671                 | 2619                 | Golestán                 | 9602                 | 8671                 |
| Ardebil                 | 15                   | 20                   | Zanyán               | 23                   | 17                   | Guilán                   | 218                  | 91                   |
| Isfahán                 | 94773                | 88351                | Semnán               | 18535                | 16874                | Lorestán                 | 63                   | 36                   |
| Elburz                  | 45548                | 38773                | Sistán y Baluchistán | 14163                | 12683                | Mazandarán               | 1818                 | 805                  |
| Ilam                    | 12                   | 17                   | Fars                 | 61198                | 48049                | Markazí                  | 15290                | 13967                |
| Bushehr                 | 19386                | 10305                | Qazvín               | 9592                 | 8809                 | Hormozgán                | 14301                | 9894                 |
| Teherán                 | 274780               | 240787               | Qom                  | 48759                | 47608                | Hamadán                  | 135                  | 82                   |
| Chahar Mahal y Bajtiarí | 60                   | 31                   | Kurdistán            | 13                   | 5                    | Yazd                     | 28286                | 23457                |
| Jorasán del Sur         | 2619                 | 2426                 | Kermán               | 69906                | 55505                | Yazd                     | 28286                | 23457                |
| Jorasán Razaví          | 111396               | 108046               | Kermanshah           | 26                   | 21                   | Yazd                     | 28286                | 23457                |

### Distribución de edad
Según el censo de 2016, aproximadamente el 46% tenía menos de 20 años y aproximadamente el 67% tenía menos de 30 años. Dada la historia de 40 años de presencia, muchos de ellos nacieron en Irán. La población de refugiados afganos era más joven que la población indígena de Irán (el 31% de los iraníes tenían menos de 20 años y el 49% de los iraníes tenían menos de 30 años). Una de las razones principales son las altas tasas de natalidad y la baja edad de matrimonio en esta población..
| Grupo de edad | Población | Población | Población | Grupo de edad | Población | Población | Población |
| Grupo de edad | Hombre    | Mujer     | Total     | Grupo de edad | Hombre    | Mujer     | Total     |
| ------------- | --------- | --------- | --------- | ------------- | --------- | --------- | --------- |
| 0 - 4         | 90124     | 85204     | 175328    | 40 - 44       | 44077     | 33566     | 77643     |
| 5 - 9         | 98288     | 93099     | 191387    | 45 - 49       | 34883     | 27983     | 62866     |
| 10 - 14       | 94779     | 88976     | 183755    | 50 - 54       | 30474     | 22329     | 52803     |
| 15 - 19       | 89901     | 83179     | 173080    | 55 - 59       | 20672     | 14036     | 34708     |
| 20 - 24       | 93028     | 86973     | 180001    | 60 - 64       | 16387     | 9746      | 26133     |
| 25 - 29       | 85796     | 76279     | 162075    | 65 - 69       | 9436      | 5626      | 15062     |
| 30 - 34       | 66179     | 55252     | 121431    | 70 - 74       | 6589      | 3826      | 10415     |
| 35 - 39       | 56910     | 48545     | 105455    | 75+           | 7744      | 4093      | 11837     |

### Distribución
La residencia de refugiados afganos está prohibida en 15 provincias como se menciona más arriba. Fatemeh Ashrafi afirma que la razón de las restricciones al movimiento de refugiados afganos en Irán, permitió al gobierno iraní, de conformidad con la Convención de 1951, proteger a los refugiados de limitar el desplazamiento de inmigrantes extranjeros en su país en función de intereses nacionales y cuestiones de seguridad.
| Provincia      | Población | Provincia                | Población | Provincia               | Población |
| -------------- | --------- | ------------------------ | --------- | ----------------------- | --------- |
| Teherán        | 515.567   | Sistán y Baluchistán     | 26.846    | Azerbaiyán Occidental   | 107       |
| Jorasán Razaví | 219.442   | Hormozgán                | 24.195    | Lorestán                | 99        |
| Isfahán        | 183.124   | Qazvín                   | 18.401    | Jorasán del Norte       | 93        |
| Kerman         | 125.411   | Golestán                 | 18.273    | Chahar Mahal y Bajtiarí | 91        |
| Fars           | 109.247   | Juzestán                 | 6.290     | Kermanshah              | 47        |
| Qom            | 96.367    | Jorasán del Sur          | 5.045     | Zanyán                  | 40        |
| Elburz         | 84.321    | Mazandarán               | 2.623     | Ardebil                 | 35        |
| Yazd           | 51.743    | Kohkiluyeh y Buyer Ahmad | 1.503     | Ilam                    | 29        |
| Semnán         | 35.409    | Guilán                   | 309       | Kurdistán               | 18        |
| Bushehr        | 29.691    | Hamadán                  | 217       | Kurdistán               | 18        |
| Markazí        | 29.257    | Azerbaiyán Oriental      | 139       | Kurdistán               | 18        |

## Educación
Uno de los problemas que tuvieron los inmigrantes afganos en Irán fue la escolarización de los niños. Los niños con derecho se inscribieron en las tasas escolares, y los niños que no tenían residencia legal, ya sea reentrenados o reentrenados en las AP. En los últimos años, las condiciones para la educación de los niños han sido recíprocas por la declaración del Líder Supremo de Irán, Ayatollah Khamenei, de que en abril de 2012, "Ningún niño afgano, ni siquiera los inmigrantes ilegales en Irán, deben ser excluidos de la educación y todos deben estar inscritos en las escuelas iraníes". "Muchos niños afganos estaban matriculados en escuelas iraníes y eran elegibles para estudiar. En 2017, alrededor de 360,000 estudiantes afganos estudiarán en 25,409 escuelas iraníes, y hasta un 10 por ciento puede continuar estudiando en escuelas técnicas y vocacionales. [30] El costo de la educación para cada estudiante en un año académico es de aproximadamente 1 millón y 800 mil, y más de 2 millones en escuelas vocacionales, lo que contribuye alrededor del 10 por ciento de todos los costos de educación en Irán al ACNUR, y el resto, de acuerdo con las regulaciones gubernamentales, en el año 93 República Islámica de Irán.
Según el artículo 138 de la Constitución, se identifica a los niños que no tienen un documento de identidad que envejecen en términos de inscripción y estudio en el sistema educativo oficial del país y se emite una tarjeta especial bajo el título "Tarjeta de apoyo educativo".
educación universitaria
La educación universitaria no es gratuita para los ciudadanos afganos en Irán, y muchos estudiantes tienen dificultades para estudiar en la universidad con numerosos problemas, como los costos de educación superior, el problema de extender un permiso de residencia, no tener un registro de trabajo después de graduarse en Irán para regresar a Afganistán, seguro estudiantil, no certificación. Y el desempeño imperativo de la emisión, el incumplimiento de un presupuesto específico para los órganos de inmigrantes para actividades culturales, etc., se encuentran entre los problemas fundamentales que enfrentan los estudiantes. Según las estadísticas publicadas en 2016, más de 11,000 estudiantes afganos estudian en universidades iraníes. Los inmigrantes afganos en Irán necesitan cambiar sus calificaciones de estudiante para estudiar en la universidad. En el pasado, después de la graduación, el pasaporte del estudiante no era creíble y el estudiante graduado tuvo que regresar a su país, pero con las reformas que se han llevado a cabo en los últimos años, los estudiantes que hayan completado su permiso de residencia en Irán podrían cambiar su pasaporte estudiantil. a la normalidad Aunque el Programa de Inmigración de la OIM ha adoptado programas para que los estudiantes vuelvan a utilizar su experiencia en Afganistán, carecen de reclutamiento en Afganistán debido a la falta de infraestructura para su experiencia, corrupción y origen étnico, e inseguridad. Muchos graduados iraníes son reacios a regresar a Afganistán.
Disciplinas prohibidas
Está prohibido estudiar a estudiantes afganos en cursos universitarios que conduzcan a empleos patrocinados por el gobierno, y solo pueden estudiar en otros campos que no sean los siguientes, y en universidades que no son áreas prohibidas para los afganos.
1. Física atómica
2. Física nuclear
3. Física molecular (plasma)
4. Física de partículas
5. Ingeniería de plasma
6. Ingeniería de seguridad (Inspección técnica y protección de aeronaves)
7. Ingeniería de mantenimiento (Helicóptero y aeronave)
8. Ingeniería aeroespacial
9. Ingeniería Aeronáutica (Pilotaje, navegación de aeronaves, mantenimiento de aeronaves, pilotaje de helicópteros y cuidado de vuelo)
10. Ciencia militar
11. Electrónica de aerolínea
12. Mantenimiento de aeronave
13. Contactos de avión
14. Control del tráfico aéreo
15. IT (Orientación segura de telecomunicaciones)
16. Satélite artificial ingeniería y tecnológica
17. Ingeniería en computadores (Orientación informática segura)

## Cuidado de la salud

### Seguros
Según un acuerdo firmado entre la Agencia de Refugiados, la Oficina de Asuntos Exteriores e Inmigrantes Extranjeros y Seguro de Salud, se adoptó un programa de seguro de salud para refugiados, en el que muchos inmigrantes legales en Irán están cubiertos por un seguro. En las estadísticas publicadas en 2017, más de 124.000 ciudadanos afganos en Irán se inscribieron en un plan de seguro de salud, de los cuales 112.000 eran altamente vulnerables, y más de 1.000 otras personas tenían ciertas enfermedades. Todos los costos de estos refugiados son pagados por el ACNUR. El seguro incluye servicios hospitalarios, servicios paraclínicos y servicios ambulatorios, y solo en hospitales gubernamentales cubiertos por el Ministerio de Salud. El costo del seguro de salud por un año para personas vulnerables y pacientes especiales es de aproximadamente 4500, y otros migrantes son 460.000 Rial iraní.

### Trasplante de órganos
El 13 de agosto, el Consejo Superior para el Trasplante del Consejo para la Supresión del Trasplante de la Trata de Personas aprobó la Prohibición del Trasplante de Miembros Extranjeros, esta ley dio lugar a protestas en el ciberespacio, según la enmienda del ministro de Salud de Irán, Hasan Hashemi en marzo de 2015, se da a conocer el vínculo con ciudadanos afganos que son ciudadanos afganos que se casan o viven legalmente en Irán. La muerte de una niña afgana llamada Latifa Rahmani, de 12 años de edad en 2016, que necesitó un trasplante de hígado, se reflejó mucho en los medios de comunicación donde el ministro de salud de Irán dijo que la su muerte se debía al progreso en su enfermedad y antes de que ella reciba un trasplante de hígado de su padre. Posteriormente se reiteró la ley que prohíbe el trasplante a ciudadanos extranjeros.

### Crimen
Según las estadísticas publicadas en 1996, más de 5.000 prisioneros de ciudadanos extranjeros están detenidos en las cárceles de Irán. El informe, publicado en 2013, representa el 88 por ciento de los delincuentes extranjeros como ciudadanos afganos. La mayoría de los crímenes fueron cometidos por inmigrantes ilegales y traficantes de drogas, y posteriormente en el área de conflicto. Las ejecuciones de algunos refugiados afganos que fueron arrestados principalmente por tráfico de drogas causaron tensiones entre los dos países, y los ciudadanos de Afganistán han manifestado reiteradamente protestas contra estas ejecuciones en las ciudades de Kabul y Herat.

### Matrimonio con la población autóctona
Según las estadísticas publicadas en el año 1995, se han registrado casi 24.000 matrimonios de ciudadanos iraníes dentro de Irán, y se anticipa que se ha registrado casi la misma cantidad de matrimonio legal. De acuerdo con el Artículo 1060 del Código Civil de Irán, el matrimonio de mujeres iraníes con hombres extranjeros con el permiso del gobierno y con cualquier extranjero que, sin el permiso mencionado anteriormente, se case con una mujer iraní, será sentenciado de un a tres años de prisión. Y los matrimonios con funcionarios importantes del gobierno están prohibidos. Según la ley iraní, las mujeres afganas que se casan con hombres en Irán son consideradas ciudadanas de Irán según el Artículo 976 del Código Civil y pueden tomar la ciudadanía iraní y sus hijos disfrutan de las condiciones de un ciudadano iraní, pero si los hombres afganos se casan con mujeres iraníes estos hombres no logran así la ciudadanía iraní, de acuerdo con el artículo 979 del Código Civil, solo pueden solicitar la ciudadanía, los niños de matrimonios extranjeros con mujeres iraníes de hasta 18 años, y si sus padres carecen de un grado de residencia, encontrarán limitaciones para las personas sin título en Irán. Estos niños pueden solicitar la ciudadanía a la edad de 18 años. Aunque se han llevado a cabo planes en el parlamento iraní para otorgar la ciudadanía iraní a los hijos de madres y padres iraníes, estos planes siempre han sido postergados.
Una nueva política que permite a las mujeres iraníes transmitir su ciudadanía a sus hijos al nacer entró en vigor a partir de 2020. A mediados de noviembre, unas 75.000 personas habían solicitado la ciudadanía en virtud de la nueva ley. La nueva política afecta particularmente a los hijos de mujeres iraníes que se han casado con hombres afganos. Si bien las leyes de nacionalidad de Irán son anteriores a la revolución islámica de 1979, Mohsen Kazempour, cofundador del Instituto Legal Datikan en Teherán, dijo que el prejuicio actual contra los extranjeros está en parte arraigado en una histeria nacionalista que siguió a la revolución y a los ocho años. -año de guerra entre Irán e Irak. “Irán estaba en guerra con Irak e Irak, fue apoyado por muchas naciones extranjeras, así que el gobierno iraní estaba muy preocupado por la penetración de agentes secretos en el gobierno o el ejército".

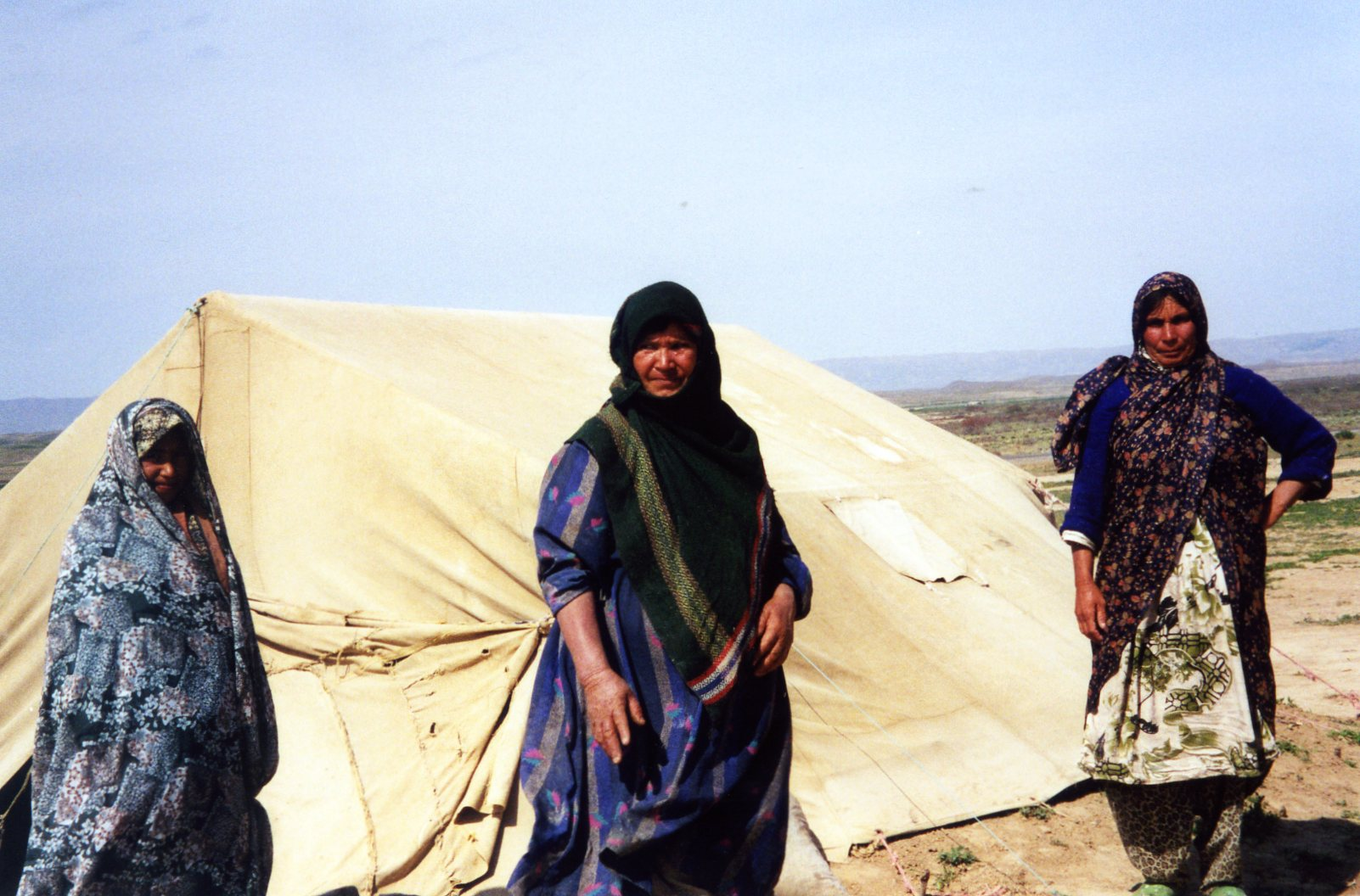
Irán - campamento nómada en la frontera afgana abril de 1999

### Propiedad
De acuerdo con el Artículo 5 del Código Civil de Irán, los ciudadanos extranjeros pueden disfrutar de los derechos con respecto a la posesión de bienes muebles, excepto en los casos en que el gobierno no los haya prohibido expresamente, pero de acuerdo con el Artículo 1 de las Reglas de Procedimiento, cómo propiedad individual, la propiedad de esta categoría de propiedad solo está disponible para las personas que tienen derecho a la residencia permanente en Irán. Para los extranjeros, hay límites a la propiedad. Por ejemplo, este grupo no tiene derecho a poseer tierras (que contengan minas) y la propiedad de residencias bajo ciertas condiciones, incluido el permiso oficial del gobierno iraní. Según esta ley, debido a que muchos ciudadanos afganos en Irán tienen residencia temporal (tarjeta + pasaporte), no tienen derecho a poseer bienes inmuebles, y solo en ciertas circunstancias y cuando el gobierno lo permite.

## Ejecución de prisioneros afganos
Aproximadamente 3.000 prisioneros afganos enfrentan la pena de muerte en Irán. Varios de ellos han sido ejecutados por ahorcamiento en la última década. Irán impone la pena de muerte incluso para delitos menores relacionados con las drogas, como la posesión de solo 30 gramos de anfetaminas.

## Deportaciones
Muchos refugiados afganos han regresado a su país desde la caída del  Régimen Talibán de 2002.
|                        | 2002    | 2003    | 2004    | 2005    | 2006    | 2007    | 2008    | 2009    | 2010    | 2011    | 2012    | 2013    | 2014    | 2015    | 2016    |
| ---------------------- | ------- | ------- | ------- | ------- | ------- | ------- | ------- | ------- | ------- | ------- | ------- | ------- | ------- | ------- | ------- |
| Deportación Voluntaria | 117.364 | 124.615 | 74.967  | 225.815 | 238.384 | 155.721 | 74.773  | ---     | ---     | ---     | 279.012 | 217.483 | 286.226 | 316.415 | 248.764 |
| Deportación Forzada    | 42.360  | 53.897  | 79.410  | 95.845  | 146.387 | 363.369 | 406.524 | 322.008 | 286.662 | 211.023 | 250.731 | 220.846 | 218.565 | 227.601 | 194.764 |
| Deportación total      | 159.724 | 178.512 | 154.377 | 321.660 | 384.771 | 519.090 | 481.297 | ---     | ---     | ---     | 529.743 | 438.329 | 504.791 | 544.016 | 443.763 |

## En la cultura popular
Desde la década de 1980, una serie de películas iraníes ambientadas en Irán han presentado personajes inmigrantes afganos. Un ejemplo temprano es la película de 1988 de Mohsen Makhmalbaf The Cyclist, en la cual el personaje del título, un ex campeón afgano de ciclismo, hace una demostración en la plaza de su ciudad donde monta su bicicleta sin parar durante siete días y siete noches, con el objetivo de recaudar dinero para una cirugía que salve la vida de su esposa. Al final, incluso después de siete días, continúa pedaleando sin parar, demasiado cansado para escuchar las súplicas de su hijo para bajar de su bicicleta. Un académico analiza la película como una alegoría paralela a la explotación que sufren los refugiados afganos en Irán y de la que no pueden escapar.
Otras películas notables con personajes afganos incluyen los directores Jafar Panahi de 1996 The White Balloon, Abbas Kiarostami de 1997 El sabor de las cerezas, Majid Majidi de 2000  Baran, y de Bahram Beizai de 2001 Sagkoshi.

## Lecturas relacionadas
- Olszewska, Zuzanna (2007), «'A Desolate Voice': Poetry and Identity among Young Afghan Refugees in Iran», Iranian Studies 40 (2): 203-224, doi:10.1080/00210860701269550.
- Tober, Diane (2007), «'My Body Is Broken Like My Country': Identity, Nation, and Repatriation among Afghan Refugees in Iran», Iranian Studies 40 (2): 263-285, doi:10.1080/00210860701269584.
- Kutschera, Chris, «Forgotten Refugees: Afghans in Iran», The Middle East 45 (92): 43-47.